# Aaron Boogaard
Pour les articles homonymes, voir Boogaard.
Aaron Boogaard (né le 11 août 1986 à Regina en Saskatchewan au Canada) est un joueur professionnel canadien de hockey sur glace. Il est le frère cadet de Derek Boogaard, autre joueur professionnel de hockey.

## Carrière de joueur
Aaron Boogaard commence sa carrière junior en jouant pour le Hitmen de Calgary dans la Ligue de hockey de l'Ouest lors de la saison 2002-2003. La saison suivante, il change d'équipe pour jouer avec les Americans de Tri-City. Au terme de sa deuxième saison, il est choisi par le Wild du Minnesota au 175e rang du sixième tour du repêchage d'entrée de la Ligue nationale de hockey de 2004. Ayant joué sa dernière saison junior en 2006-2007 avec les Americans, Boogaard n'a toujours pas signé de contrat avec le Wild et devient agent libre.
Le 23 avril 2007, il signe son premier contrat professionnel avec les Penguins de Pittsburgh de la LNH puis part jouer la saison suivante avec le club-école des Penguins de Wilkes-Barre/Scranton de la Ligue américaine de hockey puis les Nailers de Wheeling de l'ECHL.
Le 13 mai 2011, son frère Derek meurt à la suite d'une absorption d'alcool conjuguée à un traitement anti-douleur, l'oxycodone. Près de deux mois plus tard, le 20 juillet, Aaron est accusé de deux crimes : premièrement d'avoir fourni à Derek l'oxycodone qui lui a été fatal et également d'avoir fait disparaître les pilules restantes après la mort de son frère dans les toilettes et avant l'arrivée des secours.

## Statistiques
| Saison    | Équipe                                 | Ligue |    | Saison régulière | Saison régulière | Saison régulière | Saison régulière | Saison régulière |   | Séries éliminatoires | Séries éliminatoires | Séries éliminatoires | Séries éliminatoires | Séries éliminatoires |
| Saison    | Équipe                                 | Ligue | PJ | B                | A                | Pts              | Pun              | PJ               | B | A                    | Pts                  | Pun                  |                      |                      |
| 2002-2003 | Hitmen de Calgary                      | LHOu  | 39 | 3                | 0                | 3                | 52               | 5                | 0 | 0                    | 0                    | 0                    |                      |                      |
| 2003-2004 | Hitmen de Calgary                      | LHOu  | 12 | 0                | 1                | 1                | 24               | -                | - | -                    | -                    | -                    |                      |                      |
| 2003-2004 | Americans de Tri-City                  | LHOu  | 23 | 3                | 1                | 4                | 33               | 6                | 0 | 0                    | 0                    | 8                    |                      |                      |
| 2004-2005 | Americans de Tri-City                  | LHOu  | 65 | 4                | 11               | 15               | 96               | 5                | 0 | 0                    | 0                    | 4                    |                      |                      |
| 2005-2006 | Americans de Tri-City                  | LHOu  | 65 | 6                | 4                | 10               | 211              | 5                | 0 | 2                    | 2                    | 4                    |                      |                      |
| 2006-2007 | Americans de Tri-City                  | LHOu  | 69 | 10               | 11               | 21               | 173              | 5                | 1 | 0                    | 1                    | 14                   |                      |                      |
| 2007-2008 | Nailers de Wheeling                    | ECHL  | 68 | 6                | 9                | 15               | 105              | -                | - | -                    | -                    | -                    |                      |                      |
| 2007-2008 | Penguins de Wilkes-Barre/Scranton      | LAH   | 2  | 0                | 0                | 0                | 5                | -                | - | -                    | -                    | -                    |                      |                      |
| 2008-2009 | Penguins de Wilkes-Barre/Scranton      | LAH   | 41 | 2                | 1                | 3                | 112              | 1                | 0 | 0                    | 0                    | 0                    |                      |                      |
| 2009-2010 | Nailers de Wheeling                    | ECHL  | 11 | 0                | 2                | 2                | 12               | -                | - | -                    | -                    | -                    |                      |                      |
| 2009-2010 | Penguins de Wilkes-Barre/Scranton      | LAH   | 21 | 1                | 0                | 1                | 65               | -                | - | -                    | -                    | -                    |                      |                      |
| 2010-2011 | Bucks de Laredo                        | LCH   | 53 | 3                | 5                | 7                | 172              | -                | - | -                    | -                    | -                    |                      |                      |
| 2011-2012 | Killer Bees de la vallée du Rio Grande | LCH   | 56 | 6                | 6                | 12               | 129              | 5                | 0 | 0                    | 0                    | 13                   |                      |                      |
| 2012-2013 | Thunder de Wichita                     | LCH   | 56 | 1                | 4                | 5                | 122              | 3                | 0 | 0                    | 0                    | 5                    |                      |                      |